# 米哈伊洛·內佳茹克
米哈伊洛·沃洛迪米羅維奇·內佳茹克（羅馬化：Mykhailo Volodymyrovych Netiazhuk；1979年2月15日—），乌克兰政治人物、自2014年擔任基輔州法斯蒂夫市長，无黨籍。